# Renia centralis
Renia centralis là một loài bướm đêm trong họ Noctuidae.